# Peremyshliany
Peremyshliany (ucraniano: Перемишля́ни; polaco: Przemyślany) es una ciudad de Ucrania perteneciente al raión de Leópolis de la óblast de Leópolis.
En 2019, la ciudad tenía una población de 7085 habitantes. Desde la reforma territorial de 2020 es sede de un municipio que tiene una población total de unos veinticuatro mil habitantes y que incluye 58 pueblos como pedanías.
Se ubica a orillas del río Hnyla Lypa, unos 40 km al sureste de la capital regional Leópolis, en el cruce de las carreteras T1417 y T1806.

## Historia
Se conoce la existencia de la localidad desde época medieval, cuando era un pueblo con castillo. El pueblo llegó a adquirir un notable tamaño, por lo que en el siglo XVII fue atacado en varias ocasiones por los tártaros. Para evitar su despoblación por los ataques, los reyes de la República de las Dos Naciones le concedieron en 1623 el estatus de ciudad con Derecho de Magdeburgo, y en varias ocasiones posteriores exenciones fiscales. En 1758, la ciudad fue destruida en un grave incendio, por lo que se le concedieron otros tres años de exenciones. En la partición de 1772 se incorporó al Imperio Habsburgo, donde destacó en el siglo XIX por ser la única localidad austrohúngara con una escuela de apicultura. En 1860 pasó a ser capital distrital. En 1909 se abrió aquí una estación del ferrocarril de Leópolis a Pidhaitsi.
En 1918 se incorporó a la Segunda República Polaca, donde estuvo habitada por dos tercios de polacos, una quinta parte de judíos y una pequeña minoría de ucranianos. En 1939 se incorporó a la RSS de Ucrania, a lo cual los polacos locales se opusieron, lo que resultó en la deportación de un centenar de ellos a Siberia en 1941. Unos meses después, los invasores alemanes quemaron la sinagoga local con numerosos judíos dentro, encerrando a los supervivientes en un gueto hasta 1943, cuando unos dos mil judíos fueron fusilados. Tras la expulsión de los alemanes, a partir de 1944 fueron continuos los combates entre los soviéticos y el Ejército Insurgente Ucraniano. La ciudad acabó medio destruida y los pocos polacos que no se habían ido acabaron desplazándose a las nuevas fronteras polacas. Desde mediados del siglo XX, Peremyshliany fue repoblada casi exclusivamente con ucranianos. Hasta la reforma territorial de 2020, era una ciudad de importancia distrital, capital de su propio raión.